# Gabriel Marques
Gabriel Marques de Andrade Pinto (Pedro Leopoldo, Minas Gerais, 4 de marzo de 1988) es un ex futbolista profesional brasileño naturalizado uruguayo y ecuatoriano. Jugaba como defensa central o centrocampista y su último equipo fue Guayaquil City Fútbol Club de la Serie A de Ecuador.

## Trayectoria
El jugador tuvo un paso por pocos equipos brasileros, como Gremio entre los años 2007 y 2008 logrando entre otros títulos el Campeonato Gaucho de 2008, aunque sin continuidad en dicho equipo y luego tuvo un pasaje por el Campinas Futebol Clube por lo tanto su mejor momento futbolístico (aunque aún es joven) lo tuvo en el River uruguayo, que fue dirigido por Juan Ramón Carrasco, quien posteriormente lo dirigió en Nacional
En el año 2013 vuelve a River Plate de Montevideo, destacándose en el equipo dirigido por Guillermo Almada, con buenas actuaciones tanto en la Copa Sudamericana como en el Campeonato Uruguayo.
En el año 2015 se suma a Barcelona Sporting Club de Ecuador a mitad de año , destacándose como Zaguero Central pero por problemas dirigenciales, el equipo no pudo brillar en ese semestre.
En la temporada 2016, El Profe Almada cambió su rol, jugando de volante central y siendo considerado por mucho, como el mejor 5 del país, jugó 42 partidos en total, marcando un gol y una asistencia.

### Temporada 2017
Para ese año el León, como le apodan, comenzó realizando la pretemporada en Florida, con ansias a disputar la Florida Cup 2017, adicional preparándose para la Libertadores 2017 y revalidar el título nacional del 2016. Nacionalizado Ecuatoriano.

## Clubes
| N.º | Club                 | País    | Año         | Pj  | G |
| --- | -------------------- | ------- | ----------- | --- | - |
| 1   | Grêmio               | Brasil  | 2007 - 2008 | ?   | ? |
| 2   | River Plate          | Uruguay | 2009 - 2010 | 41  | 1 |
| 3   | Nacional             | Uruguay | 2011 - 2012 | 20  | 0 |
| 4   | Atlético Paranaense  | Brasil  | 2012        | 13  | 1 |
| 5   | River Plate          | Uruguay | 2013 - 2015 | 50  | 2 |
| 6   | Barcelona            | Ecuador | 2015 - 2021 | 200 | 6 |
| 7   | Guayaquil City F. C. | Ecuador | 2022 - act. | 0   | 0 |

### Participaciones internacionales
| N.º | Torneo                 | Club        | Resultado    |
| --- | ---------------------- | ----------- | ------------ |
| 1   | Copa Libertadores 2007 | Grêmio      | Subcampeón   |
| 2   | Copa Sudamericana 2009 | River Plate | Semifinales  |
| 3   | Copa Sudamericana 2010 | River Plate | Primera fase |
| 4   | Copa Libertadores 2011 | Nacional    | Segunda fase |
| 5   | Copa Libertadores 2012 | Nacional    | Segunda fase |
| 6   | Copa Sudamericana 2013 | River Plate | Segunda fase |
| 7   | Copa Sudamericana 2014 | River Plate | Segunda fase |
| 8   | Copa Libertadores 2015 | Barcelona   | Segunda fase |
| 9   | Copa Sudamericana 2016 | Barcelona   | Primera fase |
| 10  | Copa Libertadores 2017 | Barcelona   | Semifinales  |
| 11  | Copa Sudamericana 2018 | Barcelona   | Primera fase |
| 12  | Copa Libertadores 2020 | Barcelona   | Primera fase |
| 13  | Copa Libertadores 2021 | Barcelona   | Semifinales  |

## Palmarés

### Torneos nacionales
| Título           | Club      | País    | Año     |
| ---------------- | --------- | ------- | ------- |
| Primera División | Nacional  | Uruguay | 2010-11 |
| Serie A          | Barcelona | Ecuador | 2016    |
| LigaPro Serie A  | Barcelona | Ecuador | 2020    |

### Campeonatos nacionales amistosos
| N.º | Título                 | Club      | País    | Año  |
| --- | ---------------------- | --------- | ------- | ---- |
| 1   | Trofeo Hincha Amarillo | Barcelona | Ecuador | 2015 |
| 2   | Copa Nelson Muñoz      | Barcelona | Ecuador | 2016 |

### Campeonatos internacionales amistosos
| N.º | Título                     | Club        | País    | Año  |
| --- | -------------------------- | ----------- | ------- | ---- |
| 1   | Copa Aerosur Internacional | River Plate | Uruguay | 2010 |
| 2   | Copa EuroAmericana         | Barcelona   | Ecuador | 2015 |

### Distinciones individuales
| N.º | Distinción                                                | Club      | País    | Año  |
| --- | --------------------------------------------------------- | --------- | ------- | ---- |
| 1   | Mejor gol de la Copa Banco del Pacífico                   | Barcelona | Ecuador | 2016 |
| 2   | Parte de los mejores 10 extranjeros del 2016 para Ecuagol | Barcelona | Ecuador | 2016 |
| 3   | Incluido en el 11 ideal de la Serie A Ecuador por Claro   | Barcelona | Ecuador | 2016 |